# 伊藤かりん
伊藤 かりん（いとう かりん、1993年〈平成5年〉5月26日 - ）は、日本のタレント、YouTuberであり、女性アイドルグループ乃木坂46の元メンバーである。神奈川県横浜市出身。乃木坂46合同会社所属。神奈川大学附属中・高等学校22期生。将棋アマチュア初段保持者、将棋親善大使。

## 略歴
幼稚園児の頃、テレビで活躍するモーニング娘。を見てアイドルに憧れ始める。とくにモーニング娘。の5thシングル「真夏の光線」が大好きだった。小学校へ進学後、ハロー! プロジェクトが好きになり、『ASAYAN』（テレビ東京）の番組を観て育った。小学3年生の時、アイドルを目指し、オーディションに応募し始める。これと並行して中学受験をし、神奈川大学附属中学校に進学する。中学校時代はサッカー部に所属し、プレイヤーとして3年間活動した。そのまま同高等学校へ進学後、アルバイトで得た収入をもとに原宿でボーカルレッスンを受け、阿部真央に憧れてギターを弾き始める。だが、ギターの才能がなかったため、高校2年生の時、学園祭の後夜祭でバンドを結成した際はボーカルを担当した。
高校3年生の時、年齢的な理由から、「これが本当に最後」と思い、乃木坂46の1期生オーディションに応募。オーディションの2次審査では『伊藤かりんを乃木坂46に入れたい』と思う人の署名を400人分集めて提出し、隣にいた白石麻衣に唖然とされ、不合格となるが、いつもより手応えがあったため、どんな子が合格したのかを確かめるべく、乃木坂46の『お見立て会』を訪れる。それがきっかけで握手会やライブも通うようになり、乃木坂46のファンになる。とくに安藤美雲、高山一実を応援した。
2012年（平成24年）12月17日、乃木坂46の2期生オーディションの募集が開始された。専門学校に通いながら古着屋のアルバイトをする中、もし乃木坂46の2期生オーディションがあれば応募するつもりだったが、ファンでもあったために2期生は必要ないのではないかとも考え、応募をためらった。しかし、ならばこそ私が2期生として加入したほうがよいと考え、オーディションに応募した。
2013年（平成25年）3月、乃木坂46の2期生オーディションに合格。同年5月、『16人のプリンシパル deux』（TBS赤坂ACTシアター）で披露され、乃木坂46の研究生としてデビュー。同年7月1日、乃木坂46研究生公式ブログを開始。同年8月4日、乃木坂46の6thシングル「ガールズルール」の発売記念全国握手会イベントでパフォーマンスを初披露した。
2014年（平成26年）1月10日、乃木神社で成人式を迎えた。同年8月4日、乃木坂46の正規メンバーに昇格。同年8月5日、乃木坂46伊藤かりん公式ブログを開始。同年10月8日、乃木坂46の10thシングル「何度目の青空か?」のカップリング曲「あの日 僕は咄嗟に嘘をついた」でCDデビュー。同年12月29日、『将棋世界』（日本将棋連盟出版部）で「かりんの将棋上り坂↑」の連載を開始した。
2015年（平成27年）2月15日、『将棋フォーカス』（NHK Eテレ）にゲスト出演。同年4月5日、『将棋フォーカス』（NHK Eテレ）に総合司会役としてレギュラー出演を開始した。
2016年（平成28年）1月29日、中川大輔（八段）を相手に4枚落ちで将棋段級位認定試験を受験し、日本将棋連盟から1級認定状を授与された。
2018年（平成30年）3月18日、森内俊之（九段）を相手に2枚落ちで将棋段級位認定試験を受験し、途中で指し直しがあったものの日本将棋連盟から初段認定状を授与された。
2019年（平成31年 / 令和元年）2月15日、自身のブログで『将棋フォーカス』の同年3月17日放送回をもって番組を卒業することを発表。同年3月22日、4thアルバム『今が思い出になるまで』の活動をもって乃木坂46を卒業することを発表、卒業後の活動は未定とした。同年4月18日、第46回将棋大賞表彰式に出席し、日本将棋連盟から将棋親善大使を委嘱された。同年5月14日、自身のブログで乃木坂46における最終活動日が同年5月24日開催の乃木坂46の23rdシングル「Sing Out!」の発売記念ライブ・アンダー公演（横浜アリーナ）になることを発表。24日の同公演後、26日の選抜ライブにも「さゆりんご軍団」のメンバーとしてサプライズ出演した。
2020年（令和2年）5月26日、公式YouTubeチャンネルを開設し、動画を初投稿。
2021年（令和3年）5月19日、公式YouTubeチャンネルに動画を投稿し、「顎変形症」の「下顎前突症」であることを公表。併せて、2週間程の入院・手術をすることを報告した。25日、Twitterで手術の終了を報告。30日、インスタグラムで手術から5日たった術後写真を公開した。6月2日、退院を報告。
2022年（令和4年）2月10日より開催される「リアル脱出ゲーム『びっくり謎射的場からの脱出』」のスペシャルアンバサダーに就任。
2023年（令和5年）1月1日、公式ファンクラブ「かりんの実」を1月10日から発足することを発表。

## 人物
愛称は、かりん。乃木坂46時代のキャッチフレーズは「乃木坂1の乃木坂ヲタク」（2013年時点）。裏表のない性格で落ち込むことがない。チャームポイントはえくぼ。

### 嗜好
好きな食べ物は練乳、母特製の唐揚げ。好きなブランドはtsumori chisato、AMBIDEX。モーニング娘。で好きなメンバーは紺野あさ美、藤本美貴。好きな言葉は一歩千金。

### 趣味
趣味は玩具の収集、将棋。
玩具は特にディズニーのキャラクターが好きで、アメリカントイのフィギュアを集めている。2015年、海外でしか限定販売されていないピクサー・アニメーション・スタジオの映画に登場するピザ・プラネット・トラックの玩具を入手した。

### 特技
特技は将棋、大食い。
ただし、「将棋については特技と言える自信がないのであくまで趣味であり、大食いについても一般女性を1としたら私は1.4位なので大食いとも言えない」と語っている。

### 将棋
将棋の段級位はアマチュア初段。振り飛車党で中飛車、美濃囲いの使い手。矢倉囲いにすることもある。美濃囲いが崩れた時、右矢倉にすることを村山慈明から教わっている。中飛車はつるの剛士に教えられて指すようになり、つるのに中飛車を教えたのは戸辺誠である。日本将棋連盟フットサル部にも参加している。今後対局したい相手は岩崎ひろみ。
主に『将棋ウォーズ』で対局し、乃木坂46のメンバーは誘ってもあまり将棋に興味を持ってもらえず、コンピューターと練習することが多い。乃木坂46のメンバーを将棋の駒に例えると、歩は生駒里奈、香車は永島聖羅・能條愛未、桂馬は生田絵梨花・高山一実、銀将は桜井玲香・若月佑美、金将は白石麻衣・橋本奈々未、角行は星野みなみ、飛車は齋藤飛鳥、王将は西野七瀬。ただし、金将は生駒里奈、角行は橋本奈々未、飛車は白石麻衣、王将は生田絵梨花とも述べている。好きな駒は香車。
2014年4月26日、末永真唯（X21）と対局。対局は伊藤が末永を一手詰みの局面まで追い詰めながらも、時間切れで敗北。
2014年8月16日、根岸愛（PASSPO☆）と対局。対局は伊藤が勝利。
2016年1月30日、加藤一二三（九段）と対局。対局は持ち時間30分、秒読み30秒で先手・加藤の飛車、角行、香車2枚がない4枚落ちで行なわれた。後手・伊藤は前半善戦したが後半逆転され、敗北。解説は斎藤慎太郎、山口恵梨子が担当した。
2016年7月9日、室谷由紀（女流二段）と対局。対局は室谷の飛車、角行がない2枚落ちで行なわれ、伊藤が勝利。
2016年11月5日、谷川浩司（九段）と対局。対局は後手・谷川の飛車、角行、香車2枚がない4枚落ちで行なわれた。先手・伊藤は四間飛車で挑み、116手目で勝利。
2019年4月18日、将棋親善大使に就任。東京・将棋会館で行われた『第46回将棋大賞表彰式・昇段者免状授与式』に出席、日本将棋連盟会長の佐藤康光から委嘱状とバッジを授与される。

### 乃木坂46
乃木坂46のさゆりんご軍団大統領。
乃木坂46では、学生時代に生徒会で初代女性生徒会長を務めた経験もあり、2期生のまとめ役を担っていた。人前で話すことが好きで、研究生時代から『乃木けん♡』の番組進行役を務め、MCを任っていた。乃木坂46で一番好きな曲は「涙がまだ悲しみだった頃」。好きなミュージック・ビデオは「白米様」、「失いたくないから」、「シークレットグラフィティー」。乃木坂46で推したいメンバーは高山一実。高山とは、乃木坂46卒業後も「解人（ときんちゅ）」として、プライベートでも交流が続いている。
猫舌SHOWROOMの2期生回に多く参加しており、自他共に猫舌SHOWROOMのレギュラーだと認めている。また、STAFF ONLYの扉から出入りしていることが9月26日の放送回で明らかになった。
乃木坂462期生会の幹事を毎年行ってるなどメンバー全体的に仲がいいが特に「スイカ」メンバーとして、伊藤純奈、川後陽菜、斉藤優里、西野七瀬などとは脱出ゲームなどを解人チームとして一緒にプレイをしたり、斉藤や西野とは海外旅行にも一緒に行っているほどであるほか、斉藤とは斉藤のレギュラーラジオ番組の代打、ゲストの多さや、伊藤かりん自身のブログでの卒業発表日が2019年3月22日、斉藤は土日を挟んだ3日後の3月25日の斉藤自身のレギュラーラジオ番組内での発表であったり、最後のライブ出演も伊藤は『「Sing Out!」発売記念ライブ』day1、斉藤はday3、というように関係性が特に深い。

## 作品

### シングル
乃木坂46
- あの日 僕は咄嗟に嘘をついた（2014年10月8日、SRCL-8625/6） - EAN 4988009097275。
- 君は僕と会わない方がよかったのかな（2015年3月18日、SRCL-8784/5） - EAN 4988009104591。
- 別れ際、もっと好きになる（2015年7月22日、SRCL-8844/5） - EAN 4988009110790。
- 嫉妬の権利（2015年10月28日、SRCL-8910/6） - EAN 4988009116747。
- 不等号（2016年3月23日、SRCL-9032/3） - EAN 4988009125503。
- 白米様（2016年7月27日、SRCL-9142/3） - EAN 4988009130460。
- シークレットグラフィティー（2016年7月27日、SRCL-9145/6） - EAN 4988009131429。
- ブランコ（2016年11月9日、SRCL-9260/1） - EAN 4547366278873。
- 風船は生きている（2017年3月22日、SRCL-9374/5） - EAN 4547366297539。
- アンダー（2017年8月9日、SRCL-9491/2） - EAN 4547366319163。
- ライブ神（2017年8月9日、SRCL-9493/4） - EAN 4547366319170。
- My rule（2017年10月11日、SRCL-9576/7）  - EAN 4547366330335。
- 新しい世界（2018年4月25日、SRCL-9784/5） - EAN 4547366354157。
- スカウトマン（2018年4月25日、SRCL-9786/7） - EAN 4547366354164。
- 三角の空き地（2018年8月8日、SRCL-9913/4） - EAN 4547366369465。
- 日常（2018年11月14日、SRCL-9976/7） - EAN 4547366382044。
- 世界中の隣人よ（2020年5月25日）[69]

### アルバム
乃木坂46
- 透明な色（2015年1月7日、SRCL-8662/7） - EAN 4988009099934。
- それぞれの椅子（2016年5月25日、SRCL-9078/86） - EAN 4988009128603。
- 生まれてから初めて見た夢（2017年5月24日、SRCL-9437/44） - EAN 4547366307825。
- 僕だけの君〜Under Super Best〜（2018年1月10日、SRCL-9630/7） - EAN 4547366336214。
- 今が思い出になるまで（2019年4月17日、SRCL-11140/7） - EAN 4547366401325。

### 映像作品
- 2期生紹介①（2013年11月27日） - EAN 4988009087887。
- 研究生×山田篤宏 Part 2（2014年7月9日） - EAN 4988009094229。
- NOGIBINGO!2（2014年9月12日） - EAN 4988021299015。
- 伊藤かりん（2014年10月8日） - EAN 4988009097268。
- 伊藤かりん&樋口日奈（2015年3月18日） - EAN 4988009094229。
- NOGIBINGO!3（2015年4月24日） - EAN 4988021729635。
- 乃木坂46 2ND YEAR BIRTHDAY LIVE 2014.2.22 YOKOHAMA ARENA（2015年6月17日） - EAN 4988009110134。
- 伊藤かりん&川村真洋（2015年7月22日） - EAN 4988009110714。
- NOGIBINGO!4（2015年10月16日） - EAN 4988021729734。
- 伊藤かりん（2015年10月28日） - EAN 4988009116754。
- 悲しみの忘れ方 Documentary of 乃木坂46（2015年11月18日） - EAN 4988104099327。
- 初森ベマーズ（2016年1月20日） - EAN 4988104099433。
- NOGIBINGO!5（2016年2月19日） - EAN 4988021729871。
- 伊藤かりん（2016年3月23日） - EAN 4988009124902。
- 乃木坂46 3rd YEAR BIRTHDAY LIVE 2015.2.22 SEIBU DOME（2016年7月6日） - EAN 4988009129518。
- NOGIBINGO!6（2016年9月30日） - EAN 4988021714662。
- 乃木坂46 4th YEAR BIRTHDAY LIVE 2016.8.28-30 JINGU STADIUM（2017年6月28日） - EAN 4547366310580。
- NOGIBINGO!7（2017年8月4日） - EAN 4988021146081。
- 乃木坂46 5th YEAR BIRTHDAY LIVE 2017.2.20-22 SAITAMA SUPER ARENA（2018年3月28日） - EAN 4547366344523。
- 乃木坂46 真夏の全国ツアー2017 FINAL! IN TOKYO DOME（2018年7月11日） - EAN 4547366363999。
- NOGIBINGO!9（2018年10月19日） - EAN 4988021147392。
- 乃木坂46 6th YEAR BIRTHDAY LIVE 2018.07.06-08 JINGU STADIUM&CHICHIBUNOMIYA RUGBY STADIUM（2019年7月3日） - EAN 4547366411270。
- いつのまにか、ここにいる Documentary of 乃木坂46（2019年12月25日） - EAN 4988104123695。
- 乃木坂46 7th YEAR BIRTHDAY LIVE 2019.2.21-24 KYOCERA DOME OSAKA（2020年2月5日） - EAN 4547366438956。
- さ〜ゆ〜Ready?さゆりんご軍団ライブ/松村沙友理 卒業コンサート（2023年4月26日）[70]

## 出演

### テレビ
- 将棋フォーカス（2015年4月6日 - 2019年3月17日、NHK Eテレ）2代目総合司会[23]
  - 葉月の将棋勉強中!〜かりんに挑戦!〜（2022年1月23日）[71]
  - 葉月の将棋勉強中!〜かりんに挑戦!後半戦〜（2022年2月6日）[72]
  - NO将棋!NO LIFE 一年間総まとめ!変則将棋 拡大版（2023年3月19日）[73]
- 将棋の日（NHK Eテレ）
  - 第44回 将棋の日（2018年12月23日）[74]
  - 第47回 将棋の日〜木更津〜（2021年12月26日）[75]
  - 第48回 将棋の日 in 喜多方市（2022年12月25日）[76]
- 棋士が語る！平成のNHK杯戦名対局（2020年1月2日、NHK Eテレ）[77]
- 一・二・三！羽生善治の大逆転将棋2020（2020年1月2日、NHK BSプレミアム）[78]
- サンバリュ 芸能人私物放出バラエティー（2020年2月23日、日本テレビ）[79]
- カンニング竹山のイチバン研究所（2020年8月1日 - 、TOKYO MX）[80]
- SMBC日興証券杯 第8期将棋ウォーズ棋神戦（2020年9月25日、CSテレ朝チャンネル1）[81]
- 趣味どきっ! 餃子キングダム（2021年1月4日 - 2月22日、NHK Eテレ）餃子キングダム・宰相 役[82]
- ラーメンWalkerTV2（フジテレビONE・TWO）不定期出演[83]
  - 特別編（2021年2月8日、フジテレビ）[84]
  - 特別編（2021年6月20日、フジテレビ）
  - 特別編（2021年11月27日、フジテレビ）[85]
  - 特別編（2022年7月30日、フジテレビ）[86]
- 開運音楽堂（2021年10月2日 - 2023年12月23日、TBS）Music Presenterとして出演[87]
- 新春将棋バトル!〜バラエティー五番勝負〜（2022年1月1日、NHK Eテレ）[88]
- 肉汁女子会〜お肉とお酒と私たち〜（2022年3月30日 - 、スポーツライブ+）[89]
- 白玲〜女流棋士No.1決定戦〜（2022年5月15日 - 12月18日、BSフジ）ナレーター[90]
- NHKスペシャル「海の異変 しのびよる酸性化の脅威」（2022年7月17日、NHK総合）[91]
- 発表!ベストお取り寄せ大賞2022〜人気の秘密教えますSP〜（2022年12月31日、BSフジ）[92]
- 神の一手を体感！天才棋士たちの名勝負をビジュアル化（2023年1月1日、NHK総合）[93]
- おしえて! 四千頭身（2023年4月1日 - 29日、北陸朝日放送）
- ナゾる! ヨコハマ街歩き（2023年11月4日 - 2024年3月16日、tvk）[94]
- 伊藤かりんのアナログゲーム同好会（2023年11月15日 - 2024年1月10日、エンタメ〜テレ☆シネドラバラエティ）[95]
- 新春将棋特番 2024新春将棋バトル バラエティー四番勝負（2024年1月9日、NHK Eテレ）

### テレビドラマ
- 盤上の向日葵 第4話（2019年9月29日、NHK BSプレミアム）女流棋士・広岡知美 役[96]

### CM
- 第一生命 ブライトWay パワープラン RISK BATTLE 将棋編（2017年4月19日 - 、第一生命保険）[97]
- inゼリー 勝敗予想キャンペーン（2021年11月、森永製菓）女流棋士の香川愛生と共演[98][99]

### ラジオ
- 金つぶ（2015年5月22日・6月19日・2020年2月21日・2021年5月7日・12月31日、bayfm）衛藤美彩[100]、山崎怜奈[101]、北川悠理[102]、柴田柚菜の代理[103]
- 神奈川日産 NOTE e-POWER- X'mas DAYS（2016年12月1日 - 25日、FMヨコハマ）リポーター[104]
- エバンジェリストスクール!（2017年3月26日[105]・4月2日[106]、TOKYO FM）パーソナリティ・若月佑美の代理[注 6]
- ザ・ヒットスタジオ (水)（2017年8月17日 - 24日[107]、9月21日[108]、11月23日 - 30日[109]・12月21日 - 28日、2018年1月18日 - 25日、3月1日 - 22日、11月1日、12月6日 - 13日、2020年11月4日 - 11日、MBSラジオ）レギュラー・生駒里奈、高山一実、早川聖来の代理[注 7]
- Nutty Radio Show THE魂（2017年7月17日・9月18日・12月4日、2018年12月24日、2019年1月28日・3月4日・2021年1月11日 - 18日、NACK5）パーソナリティ・斉藤優里の代理[110]
  - （2021年3月29日）番組最終回のゲスト（斉藤優里と共演）
- 王手! 最後のお願い（2019年10月14日、2020年1月1日・2月11日、2021年1月1日、NHKラジオ第1）MC[111]
- 乃木坂46のオールナイトニッポン（ニッポン放送）
  - （2019年5月22日）
  - （2019年10月23日）パーソナリティ・新内眞衣の代理[112]
- 志の輔ラジオ 落語DEデート（2019年12月15日、文化放送）[113]
- YKK AP presents 窓カフェ special edition YELL SONG PLAYLIST（2022年2月23日、TOKYO FM）[114]
- TALK ABOUT（2022年2月26日 - 3月5日、TBSラジオ）[115]
- D's Cafe supported by ディズニー★JCBカード（2023年7月2日、bayfm）
- ごごカフェ 2時台カフェトーク/『観る将』で楽しむ将棋（2024年1月25日、NHKラジオ第1）

### WEB配信
- 新銀河戦（2022年3月5日 - 12月17日、囲碁将棋プレミアム）MC[116]

### イベント
- 闘会議2016（2016年1月30日、幕張メッセ）加藤一二三と対局[117]
- J1リーグ 2ndステージ 第2節 横浜F・マリノス vs アビスパ福岡 サッカー×将棋特別イベント（2016年7月9日、横浜国際総合競技場〈日産スタジアム〉・トリコロールランド）室谷由紀と対局[118]
- 人間将棋 姫路の陣（2016年11月5日・6日、兵庫県姫路市本町姫路城三丸広場）谷川浩司と対局[119]
- 先崎学九段×乃木坂46・伊藤かりんの将棋スペシャルトークショー in 天童（2017年3月5日、天童市市民プラザ、主催・NHK山形放送局）[120]
- 第2回 江の島将棋頂上決戦（2017年3月11日、江の島サムエル・コッキング苑）つるの剛士と対局[121]
- 第44回「将棋の日」 in 天童（2018年11月24日、天童市市民文化会館）[74]
- 第4回 江の島将棋頂上決戦（2019年3月9日、江の島サムエル・コッキング苑）[122]
- 世界お茶まつり2019 かりん茶トーク（2019年11月9日、静岡県コンベンションアーツセンター グランシップ）[123]
- ニコニコ将棋タカラレーベン杯宝王戦 昭和軍村中秀史七段・岡本信彦ペア 対 平成軍高見泰地七段・伊藤かりんペア（2021年5月1日）[124]
- 第14期マイナビ女子オープン五番勝負第3局オンライン解説会（2021年5月15日）[125]
- さ〜ゆ〜Ready?〜さゆりんご軍団ライブ（2021年6月22日 - 23日、横浜アリーナ）[126][127]
- コマンダンテ石井トークライブ「コーヒーのお供に」（2021年10月13日、よしもと有楽町シアター）[128]
- 将棋の日 in 木更津（2021年10月31日、オークラ アカデミアパーク ホテル 平安の間）[75]
- Bリーグ サンロッカーズ渋谷 vs 新潟アルビレックスBB（2021年12月12日、青山学院記念館）[129]
- 第15回SMAホープ大賞〜年に一度のSMA芸人No.1決定戦！（2021年12月30日）審査員[130]
- リアル脱出ゲーム「びっくり謎射的場からの脱出」（2022年2月10日 - ）スペシャルアンバサダー[37]
- EXIA Presents KANSAI COLLECTION 2022 AUTUMN ＆ WINTER（2022年8月4日、京セラドーム大阪）[131]
- 第48回 将棋の日 in 喜多方（2022年11月5日 - 6日、喜多方プラザ文化センター）[76]
- 師弟全力対談 戸辺誠七段と伊藤かりんの将棋の話（2022年11月23日、MAXふくしま）[132]
- 第49回 将棋の日 in 仙台（2023年11月12日、日立システムズホール仙台）

### 吹き替え
- ウィッシュ（2023年12月15日、ウォルト・ディズニー・ジャパン）[133]

## 書籍

### 雑誌連載
- 将棋世界（マイナビ出版）
  - かりんの将棋上り坂↑（2014年12月29日 - 2016年3月3日）[134]
  - かりんの将棋部屋（2016年4月2日 - 2017年3月3日）[135]
  - かりんの振り飛車WATCH（2017年4月3日 - 2018年5月3日）[136]
- 横浜ウォーカー（2017年4月20日 - 2019年5月20日、角川マガジンズ）横浜出身、乃木坂46 伊藤かりんの「かりんな女子力↑」[137][138]